# 왕석작
왕석작(王錫爵, 1534.8.30-1611.2.1)은 자는 원어(元馭) 호는 형석(荊石)이다. 남직례(南直隸) 태창주(太倉州) 출신으로 명(明)의 정치가이다. 가정(嘉靖) 임술과(壬戌科) 진사(進士)이다. 만력(萬曆) 연간 이부상서(吏部尙書), 건극전대학사(建極殿大學士)가 되었고, 내각수보(內閣首輔)가 되었다. 사후 문숙(文肅)이라는 시호를 받았다.

## 생애
증조부는 자연공(自然公) 왕선(王銑), 조부는 우형공(友荊公) 왕용(王涌), 부친은 애형공(愛荊公) 왕몽상(王夢祥)이다. 모친 오씨(吳氏)는 일품부인(一品夫人)에 봉해졌다. 왕석작을 잉태할 당시 만 마리의 참새(爵=雀)가 누각 앞에서 울며 날아다니면서 빙빙 돌며 떠나지 않기에 이름을 석작(錫爵)이라 하였다. 가정13년(1534) 음력 7월 21일에 태어났다.
가정37년(1558) 무오과(戊午科) 응천부(應天府) 향시(鄕試) 거인(擧人)이 되었고, 가정41년(1562) 예부(禮部) 회시(會試) 회원(會元), 전시(殿試)에서는 2등인 방안(榜眼)(이때 신시행(申時行)이 장원급제함)을 했다. 한림원(翰林院) 편수(編修)가 되었다. 국자감(國子監) 좨주(祭酒)에 제수되고 시강학사(侍講學士), 예부우시랑(禮部右侍郞) 등의 관직에 올랐다.
만력(萬曆)5년(1577) 수보대학사(首輔大學士) 장거정(張居正)이 부모상을 다 치루지 않고 탈정(奪情)했다 하여 왕석작은 크게 반대했다. 다음해인 만력6년(1578) 장거정은 북경으로 돌아와서 업무를 보자 왕석작은 고의로 휴가를 청하여 장거정을 멸시하였다.
만력10년(1582) 장거정 사후, 손계선(孫繼先)의 천거에 따로 관직을 되찾았다. 장거정이 죽자 여러 대신들은 장거정을 탄핵하였고 오래전부터 대립하던 왕석작은 오히려 장거정이 공헌한 바가 있는만큼 그저 매도할 수 없다고 하였다.
만력12년(1584) 예부상서(禮部尙書) 겸 문연각대학사(文淵閣大學士)에 배수되었다. 마침 수보대학사 신시행(申時行)과 관계가 좋아 정부와 의기투합하였고 "유언비어와 아첨 금지, 대립 갈등 금지, 거짓 풍문 금지, 사치 절제, 과도한 논의 금지, 공사 간소화(禁謠諛, 抑奔競, 戒虛浮, 節侈靡, 辟橫議, 簡工作)" 등 6가지 논의사항을 청하였고, 만력제는 이를 받아들였다.

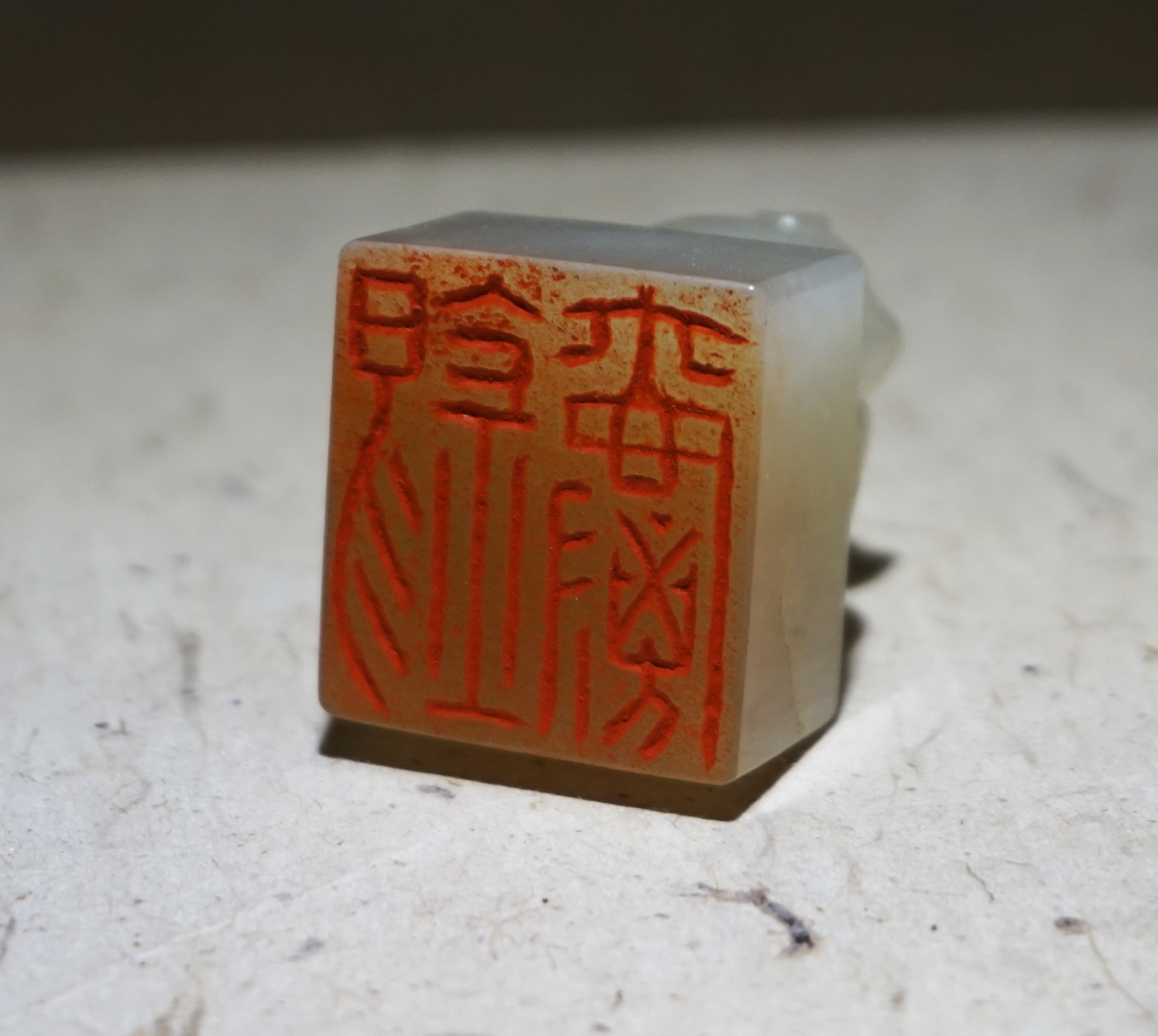
왕석작 묘에서 출토된 "錫爵" 옥인

만력21년(1593) 봄에 입각(入閣)하여 수보대학사가 되었다. 국본지쟁(國本之爭) 중에 대신들은 황장자 주상락(朱常洛)을 태자로 삼으려 했으나 만력제는 정귀비(鄭貴妃) 소생 주상순(朱常洵)을 태자로 삼으려 했다. 고로 왕석작에게는 자신은 적자가 없기에 황장자 주상락과 황삼자 주상순, 황오자 주상호(朱常浩)를 모두 왕(王)으로 봉한다고 말했으니 이를 '삼왕병봉(三王並封)'이라 했다. 왕석작은 황제에게 죄를 얻고 조신글의 공박을 받을 것도 우려하여 옹의하였지만 장마 주상락은 황후를 모친으로 삼아 적자로 할 것을 청하였다. 그러나 만력제는 왕석작이 동의한 삼왕병봉의 칙유를 조정 대신들에게 고시할 뿐이었다. 이는 주상락이 더 수속이 가해져야 태자가 될 기회가 생긴다는 것을 의미하는 것이었으나 주상락은 원래 반드시 태자가 되어야 했다. 이로 인해 대신 낭중(郞中) 조남성(趙南星), 시랑(侍郞) 조용현(趙用賢) 등이 탄핵하여 왕석작이 황제에게 아첨하여 총애를 얻고자 했다고 하였다. 왕석작은 스스로를 탄핵하고 사직을 청했으나 얼마 후 조남성은 귀향조처 되었고 조정대신들은 왕석작이 한 것이라고 생각하여 그를 비난하는 논의가 많아졌다. 왕석작은 분개하여 병을 이유로 사직을 청하였으나 "황제는 그가 떠나는 걸 원치 않았고 내탕금을 내줘 제사를 지내어 치유를 기도하게 했다(帝不欲其去, 爲出內帑錢建醮祈愈)."
만력22년(1594) 5월 잇달아 여덟개의 상소를 올려 마침내 사직하였다.
만력35년(1607) 내각 각신(閣臣)이 필요로 하자 만력제는 우신행(于愼行), 섭향고(葉向高), 이정기(李廷機)를 기용하고 다시 왕석작을 생각해 두어 태자태보(太子太保)를 더하고 이부상서(吏部尙書)와 건극전대학사(建極殿大學士)로 옮기게 했다. 관원을 파견해 불러들였으나 왕석작은 여러번 사퇴했고 황제는 윤허하지 않으면서 '대학사제(大學士第, 대학사의 저택이라는 뜻)'라는 쳔액을 하사했다. 당시 조정에서는 언관(言官)이 예기를 드리워 보신(輔臣)들을 공격한다고 말하였는데, 왕석작은 밀게(密揭)를 올려 비판, '황상이 장주를 모두 궁중에 보류시키시고 새들의 지저귐처럼 무시하시기만 하신다(上於章奏一槪留中, 特鄙夷之如禽鳥之音)'고 하였던 바, 언관(言官)들이 노하여 탄핵 상주가 빗발쳤다. 이에 왕석작은 문을 닫고 기다리면서 사직을 청하고 관직에 나가지 않았다. 3년 뒤에 병사하였으니 향년 77세였다. 태보(太保)에 추증되고 문숙(文肅)이란 시호를 받았으며, 황제는 장례절차를 하사하고 전용 사당 건립을 지시하였다.
내각에 있었을 때 왕석작은 강남(江南)에서 비단을 짜는 것을 파하고, 강서(江西)에서 도자기 만드는 것을 중지시키고, 운남(雲南)에서 금을 바치는 것을 감하고, 내탕금을 내어 하남(河南)의 기아를 구휼할 것을 청하였던 바 만력제는 모두 반대하지 않았으며, 또한 다른 보신들보다 더 왕석작을 예우했다. 왕석작이 이기(李沂)를 구원하면서 정장(廷杖, 조정에서 대신을 매질하여 사실상 처형하는 형벌)을 면하게 하였으니 대대로 칭찬받았다. 그러나 삼왕병봉 사건으로 물의를 빚고 공박을 방았으며 망중 조남성이 파직되고 시랑 조용현이 귀향조처에 처해졌으며 이들을 구원하는 사람은 모두 견책과 유배형을 받는다고 논하게 되었다. 사람들은 모두 왕석작 소행이라고 하였다. 왕석작 역시 여기에 동조하였지만 또한 이들의 신원을 요청하였다. 사람들은 결국 왕석작을 용서하지 않았고 왕석작은 명망을 잃게 되었다.

## 가족
아들 왕형(王衡)은 왕석작이 부의를 피하기 위하여 만력22년(1594) 퇴직 전 왕형에게 진사시험을 보지 않도록 했으나 왕형은 만력29년(1601) 방안으로 합격했다. 손자 왕시민(王時敏)은 서화에 능했다. 증손 왕염(王掞)은 청 강희(康熙) 연간 대학사가 되었다.
동생 왕정작(王鼎爵)도 진사가 되었다.

## 참조
| 전 임 조지고(趙志臯) | 제53대 명나라 내각대학사 수보 1593년 ~ 1594년 | 후 임 조지고(趙志臯) |